# Szécsi Vilma
Szécsi Vilma (Debrecen, 1933. november 8. –) magyar színművész.

## Életpályája
A Színművészeti Főiskola hallgatója volt, azonban nem diplomázott. 1954-1961 között a Fővárosi Operettszínház, 1961-1963 között a Petőfi Színház, 1963-1971 között a Vígszínház tagja volt. Később játszott a Budapesti Gyermekszínházban és az Arany János Színházban is. Filmszerepek mellett szinkronizálást is vállal. A Hókirálynő Meseszínpad művésznője.

## Fontosabb színházi szerepei
- Bertolt Brecht – Kurt Weill: Koldusopera... Lucy
- Molière: Úrhatnám polgár... Vezető énekes
- Carlo Collodi - Litvai Nelli: Pinokkió... Táltos Tücsök
- Georges Feydeau: Egy hölgy a Maximból... szereplő
- Lionel Bart: Oliver... Igazgatónő
- Charles Dickens: Twist Olivér... Charlotte
- Charles Dickens: Copperfield Dávid... Edith
- Mark Twain: Koldus és királyfi... Anya és a Vádlott nő; Canthy-né
- Makszim Gorkij: A nap fiai... Lusa, szobalány
- Valentyin Petrovics Katajev: Távolban egy fehér vitorla... Dunya
- Jevgenyij Lvovics Svarc: Hókirálynő... Nagymama
- Alekszandr Vologyin: 	Krimi a kőkorban... Özvegy
- Móricz Zsigmond: Légy jó mindhalálig... Sanyika
- Jókai Mór: Az aranyember... Zsófia, Brazovics felesége
- Jókai Mór: Gazdag szegények... Lány
- Krúdy Gyula: A vörös postakocsi... Szobalány
- Móricz Zsigmond: Nem élhetek muzsikaszó nélkül... Teréz néni, Viktor mamája
- Kosztolányi Dezső: Édes Anna... Etel
- Jékely Zoltán: Mátyás Király juhásza... Csuporka
- Babay József: Három szegény szabólegény... Özv. Posztóné; Láncocska
- Romhányi József: Hamupipőke... Hétzsákné, gonosz mostoha
- Lehár Ferenc: Luxemburg grófja... Sidonie, Angéla barátnője
- Ödön von Horváth: Mesél a bécsi erdő... Szobalány
- Móra Ferenc: Aranykoporsó... Halárusnő
- Sós György: Pettyes... Icuka
- Csizmarek Mátyás: Balkezes bajnok... Évike
- Komjáthy K.: Ipafai lakodalom... Irmike
- Darvas Szilárd - Királyhegyi Pál: Lopni sem szabad... Marie, presszós
- Moldova György: Légy szíves Jeromos... Ildikó, titkárnő
- Spiró György: Príma környék... szereplő
- Eörsi István: Hordók... Második nő
- Keleti István – Török Sándor: Csilicsala csodái... Nagymama
- Keleti István: A pacsuli palota... Őfelsége dadája
- Turián György: A varázspálca... Traccsos Terka
- Fehér Klára: Mi, szemüvegesek... Szigorú Rozál, osztályfőnök
- Halasi Mária: Az utolsó padban... Fetterné
- Kapecz Zsuzsa - Pataki Éva: Tündér a padláson... Nagymama
- Kiss Anna: Bolondmalom... Özvegy, később szélmolnárné
- Springer Márta - Sarkadi Imre - Tamássy Zdenko: Vendégek... Erzsi, Varga Sándor felesége
- Csemer Géza - Szakcsi Lakatos Béla: A négy lópatkó... Brisi néne; Az eső
- Csemer Géza: Czinka Panna, avagy A nagy kerti ünnepség zűrzavaros előzményei, avagy A Rákóczi-induló... Trézsi, kulcsárné
- Harsányi Gábor - Szakcsi Lakatos Béla: Meghódítjuk Amerikát!... Hetényiné
- Polgár András: Családi fénykép... Géza néni
- Horgas Béla: Ciki, te boszorkány... Locs-pocs
- Tarbay Ede: Játék a színházban... Sanya
- Tarbay Ede: Hét szem mazsola... Királyné; Fekete tündér; Királylány; Komorna; Mizra
- Juhász István: Egy szívdobbanás fele... Tanárnő
- Lovászy Márton - Róna Tibor: Robin Hood... Borbála parasztasszony
- Kárpáthy Gyula: A perbefogott diák... Karnyóné
- Vlagyimir Poljakov - Natalja Sattz: Varázslatos muzsika, avagy játsszunk együtt operát... Első miniszter
- Wolf Mankowitz - Julian Moore: Espresso Bongo... Linda

## Filmes és televíziós szerepei
- Csudapest (1962)
- Rózsa Sándor (1971)
- A palacsintás király (1973)
- Robog az úthenger (1977)
- A Sipsirica (1980)
- A fantasztikus nagynéni (1986)
- Szomszédok (1993)
- Coming out (2013)
- Kossuthkifli (2015)
- Szárnyas fejvadász 2049 (2017)
- A kém, aki dobott engem (2018)

## Díjai és kitüntetései
- Kölcsey Ferenc-díj (2007)